# Nationals Park
Nationals Park é um estádio de beisebol dos Estados Unidos construído entre 2006 e 2008 em Washington, D.C.. Atualmente é a casa do Washington Nationals, em substituição ao RFK Memorial Stadium. O nome do estádio é uma referência ao antigo National Park, casa dos Minnesota Twins. 
Toda estrutura, a partir da qual é possível avistar o Capitólio e o Monumento a Washington, foi projetada pela então Populous (atualmente HOK Sport), autora de outras obras esportivas como o Estádio de Wembley.

## Galeria
- Vista aérea do estádio
- Vista do exterior do estádio
- Vista do estádio na noite de inauguração.